# 벨기에 왕자 에마뉘엘
벨기에 왕자 에마뉘엘(Emmanuel Léopold Guillaume François Marie, 2005년 10월 4일 ~ )는 벨기에의 전임 국왕인 알베르 2세의 손자이자 국왕인 필리프와 그의 아내 마틸드 왕비와의 사이에서 태어난 셋째 아이이자 둘째 아들이다. 누나인 엘리자베트와 형 가브리엘에 이어 현재 벨기에 왕위 계승 순위 3위이다.